# Pantaleón (comedia del arte)

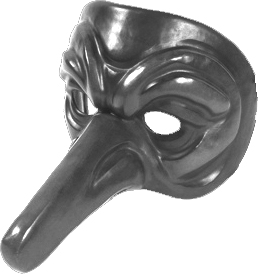
Máscara común a ciertos personajes de la Commedia dell'Arte y en especial del «senex» Pantaleón.

Pantaleón, Pantaleone, Pantalón y, en su origen, El Magnífico o El Bisognosi, son los nombres por los que se conoce a uno de los principales personajes de la commedia dell'arte. Dentro del grupo de los vecchi ('viejos' o 'amos') ocupa el vértice económico del «triángulo satírico del poder», junto con Il Dottore en el vértice intelectual y el Capitán en el militar. Personaje de origen veneciano, representa a un rico y viejo como comerciante de la ciudad, que habla con marcado dialecto de esa región italiana. Evocando la estética tradicional de los diablos, viste jubón y calzas encarnados y se cubre con una capa negra («zimarra»).

## Máscara y características
Pantaleón se presenta con máscara negra de enorme nariz ganchuda y, con frecuencia, una larga perilla blanca de chivo, similar al senex de la Comedia latina. El personaje de «Pantaleón» puede desarrollarse en dos tipos muy diferentes. En algunos canovacci ('guiones esquemáticos sobre los que improvisa el actor') es un viejo celoso, desconfiado, libidinoso y avaro, enemigo de la juventud. En otros argumentos, como en su rol de «Pantaleone dei Bisognosi» (de los Necesitados), es un anciano de buen corazón, bondadoso y comprensivo. Ambos tipos, no obstante, coinciden en el desarrollo de una misma personalidad dramática, la del mercader enriquecido que por lucrarse dejó de lado el amor y, sintiéndose viejo, intenta recuperarlo; pero su destino es ver cómo son otros los agraciados con el don amoroso, sean hijos o criados. En su rol bondadoso se consolará reparando los desastres de los jóvenes. En su rol celoso y resentido intentará entrometerse en su felicidad. Muy a menudo, como padre de una hija joven y casadera (uno de los innamorati de la trama básica de la commedia), «Pantaleón» centra, junto con sus criados gran parte de la trama.
Se han barajado dos posibles orígenes del nombre de este personaje. Uno, el del protector de la ciudad de Venecia, san Pantaleón; y otro «pianta-leone», mote o apodo que se les daba a los venecianos, por su costumbre de colocar (plantar) imágenes del conocido león de San Marcos en los territorios conquistados.

Algunas representaciones de Pantaleón
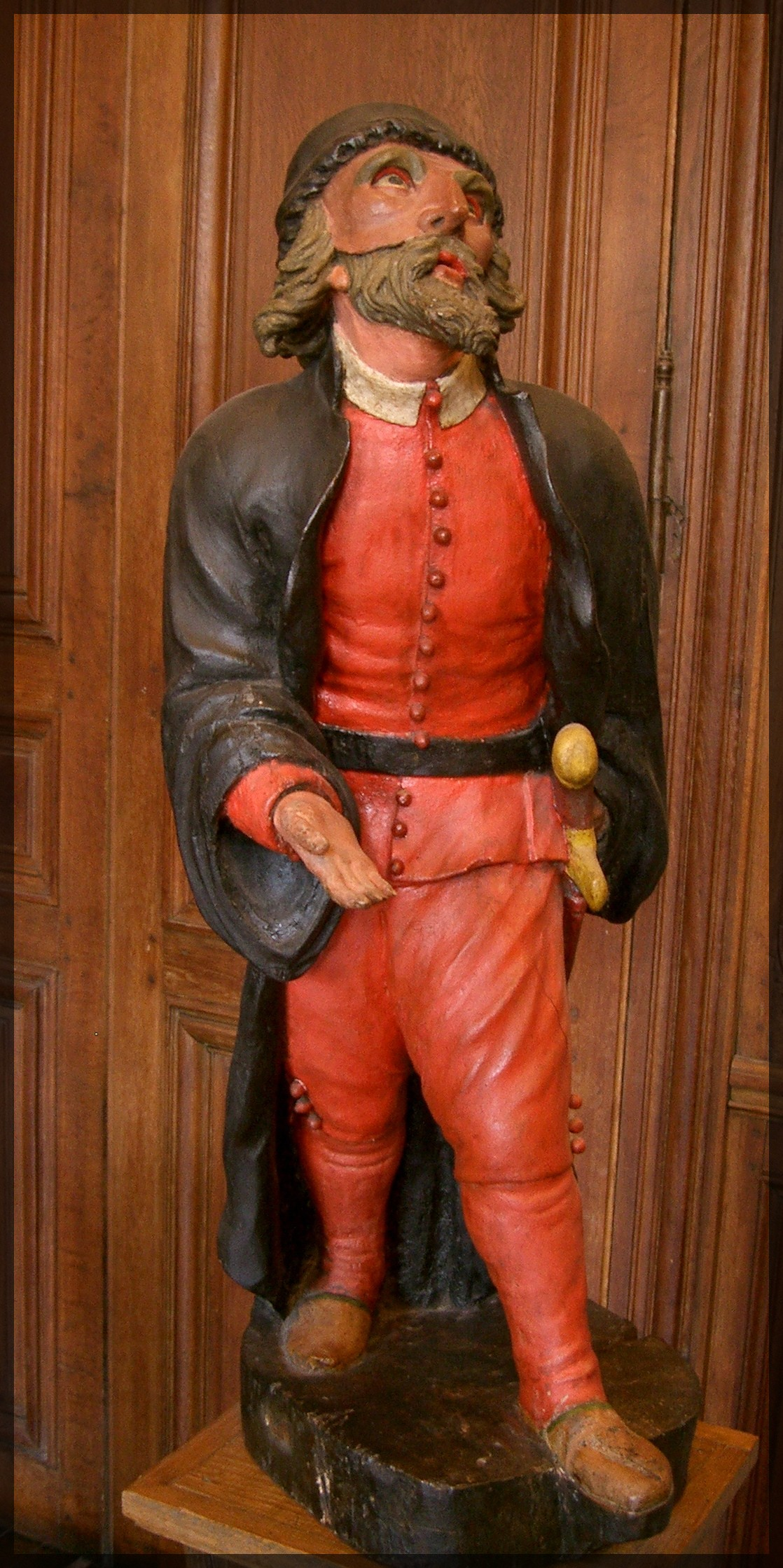
Estatuilla del s.XVIII conservada en el Museo Carnavalet de París.
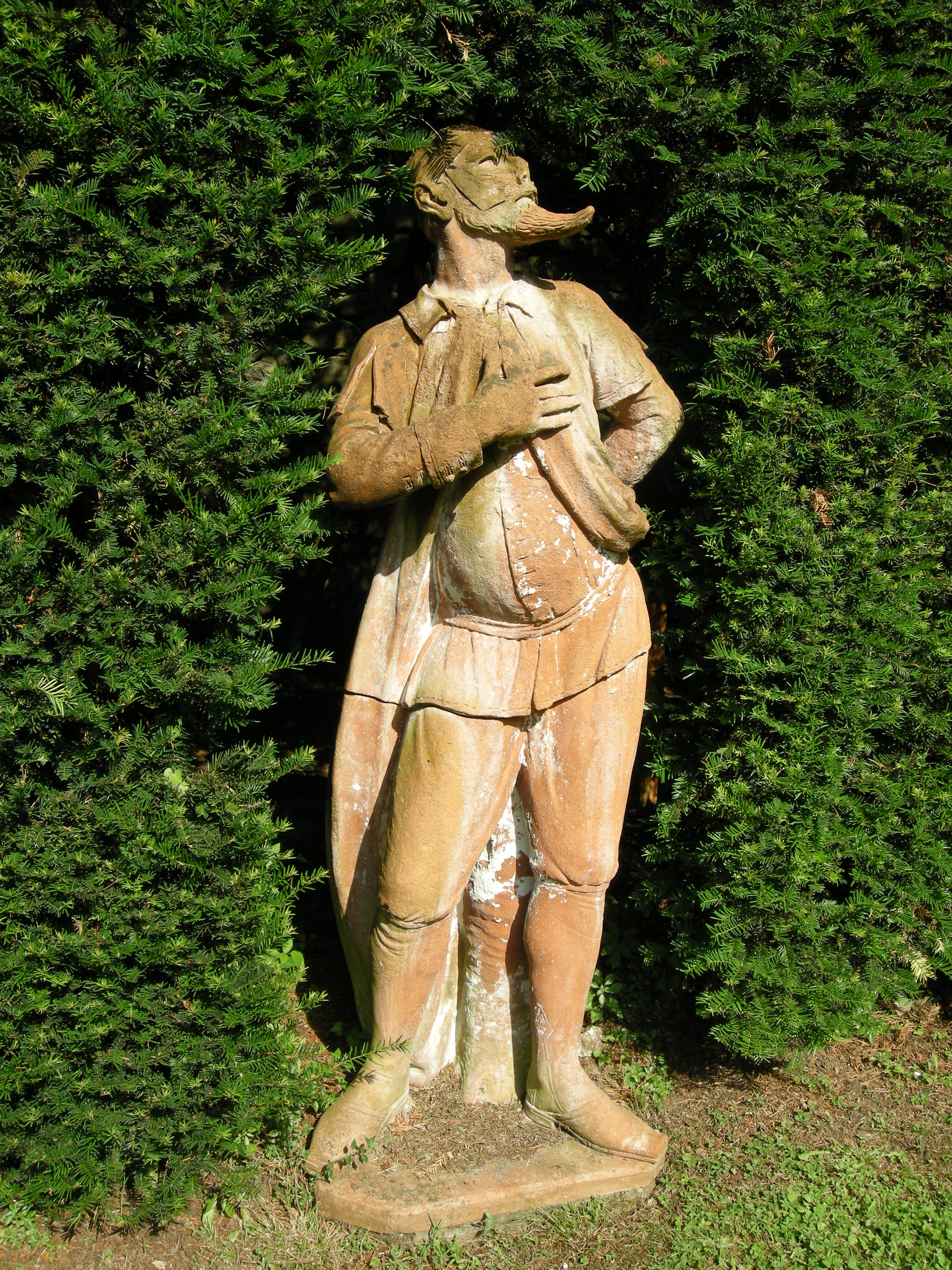
Estatua de Pantaleón en el jardín de Villa Reale di Marlia (Lucca).
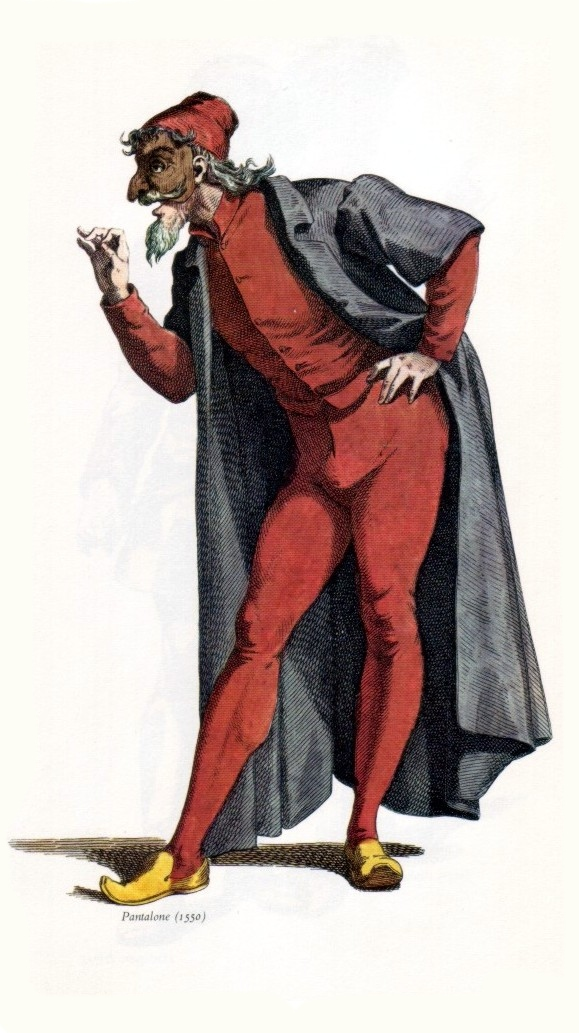
Dibujo de Maurice Sand, en su libro Masques et bouffons (1860).
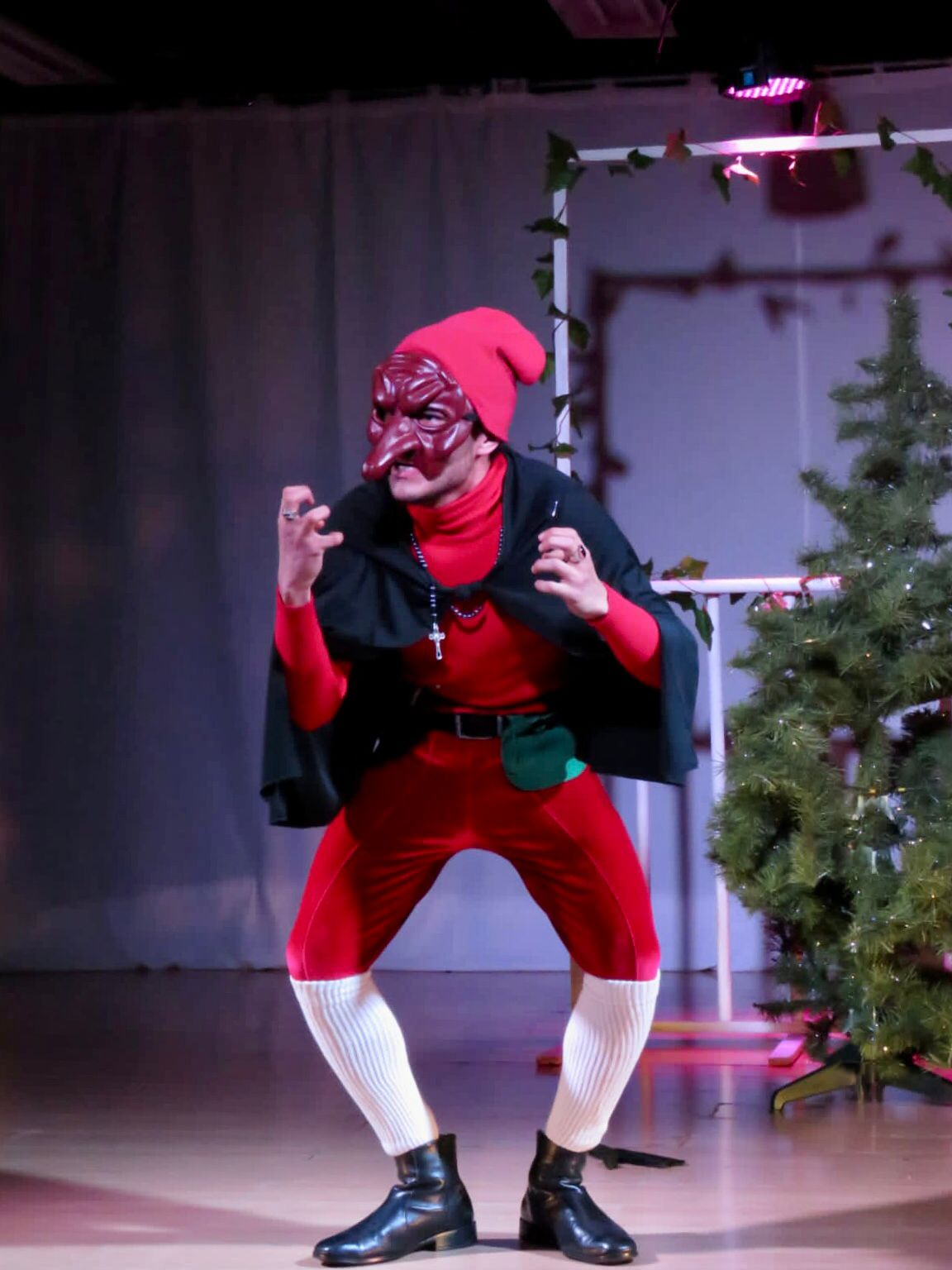
Tomás Marín Gómez. Foto: Nicky Garzón Luengas. Máscara: Leonardo Villa. Universidad El Bosque, Bogotá, Colombia. (2022)

### Influencias
Tiene antecedentes literarios en el «Eudión» de Plauto. Ha sido visto en su doble personalidad en muchos dramas de Goldoni, y con especial brillantez en La bancarrota, donde desarrolla la vertiente negativa del «Pantaleón» tacaño y libidinoso, o en «I due Pantaloni», donde el actor Antonio Mattiuzzi il Collalto encarnaba a padre e hijo. En el teatro español de la primera mitad del siglo XX resulta evocador el «señor Pantalón» de «Los intereses creados» de Jacinto Benavente. También aparece en la Opera "El barbero de Sevilla" de Rossini, representado por Don Bartolo,  tutor de la Bella Rossina, será el que interfiere entre los enamorados.
Considerado como uno de los antepasados de Groucho Marx, también se han querido ver secuelas del Pantalón clásico en personajes de dibujos animados como el Montgomery Burns de «Los Simpson» y el abuelo Robert Freeman Jebediah de «The Boondocks».